# Tom James (rugby à XV)
Pour les articles homonymes, voir Tom James et James.
Pas d'image ? Cliquez ici

a Compétitions nationales et continentales officielles uniquement.

b Matchs officiels uniquement.
Dernière mise à jour le 12 juillet 2023.
Thomas James, né le 17 avril 1987 à Merthyr Tydfil, est un joueur international gallois de rugby à XV qui évolue au poste d'ailier. 

## Carrière

### En équipe nationale
Tom James compte douze sélections avec le pays de Galles, dont sept en tant que titulaire. Il totalise dix points, deux essais. Il obtient sa première sélection le 4 août 2007 à Twickenham contre l'Angleterre.
Il participe à deux éditions du Tournoi des Six Nations, en 2010 et 2016.

## Palmarès
- Vainqueur de la Coupe anglo-galloise en 2009 avec les Cardiff Blues et en 2014 avec les Exeter Chiefs.
- Finaliste de la Coupe anglo-galloise en 2015 avec les Exeter Chiefs.